# DRK-Gesetz
Das DRK-Gesetz (DRKG), mit vollständigem Titel Gesetz über das Deutsche Rote Kreuz und andere freiwillige Hilfsgesellschaften im Sinne der Genfer Rotkreuz-Abkommen, ist ein Bundesgesetz, das in Deutschland auf der Basis der Genfer Konventionen die Rechtsstellung des Deutschen Roten Kreuzes (DRK), des Malteser Hilfsdienstes (MHD) und der Johanniter-Unfall-Hilfe (JUH) sowie deren Aufgaben regelt. Es ersetzt das von Gerichten zuvor nur noch mittelbar angewendete „Gesetz über das Deutsche Rote Kreuz“ vom 9. Dezember 1937.

## Inhalt
Das im Dezember 2008 vom Deutschen Bundestag beschlossene DRK-Gesetz legt den Status des DRK als nationale Rotkreuz-Gesellschaft auf dem Gebiet der Bundesrepublik Deutschland fest und erklärt das Deutsche Rote Kreuz zur „freiwilligen Hilfsgesellschaft der deutschen Behörden im humanitären Bereich“. Als Aufgaben des DRK sind im Gesetz die Unterstützung des Sanitätsdienstes der Bundeswehr, die Verbreitung von Kenntnissen über das humanitäre Völkerrecht, die Wahrnehmung der Aufgaben eines amtlichen Auskunftsbüros sowie die Vermittlung von Schriftwechseln zwischen Familienangehörigen und der Nachforschung zum Zwecke der Familienzusammenführung während eines bewaffneten Konflikts näher definiert. 
Für den MHD und die JUH schreibt das Gesetz den Status als freiwillige Hilfsgesellschaften im Sinne des Artikels 26 des ersten Genfer Abkommens von 1949 gesetzlich fest, der ihnen durch ein Schreiben des jeweiligen Bundeskanzlers 1962 beziehungsweise 1963 erteilt und 1991 durch eine erneuerte Anerkennung bestätigt worden war. Darüber hinaus enthält das DRK-Gesetz namens- und kennzeichenrechtliche Bestimmungen zur Verwendung des Zeichens des roten Kreuzes sowie der Bezeichnungen „Rotes Kreuz“ und „Genfer Kreuz“. Diesbezüglich existierte zuvor in Deutschland lediglich ein richterrechtlich etablierter zivilrechtlicher Schutz.
Vergleichbare Regelungen sind in Österreich für das ÖRK im Rotkreuzgesetz sowie in der Schweiz für das SRK im Bundesbeschluss betreffend das Schweizerische Rote Kreuz und im Bundesgesetz betreffend den Schutz des Zeichens und des Namens des Roten Kreuzes enthalten. Missbrauch von Zeichen und Namen des Roten Kreuzes ist in Deutschland durch § 125 des OWiG geregelt.